# داگلاس پیت
داگلاس پیت (انگلیسی: Douglas Pitt؛ زادهٔ ۲ نوامبر ۱۹۶۶) تاجر اهل ایالات متحده آمریکا است.